# Armazenamento conectado à rede

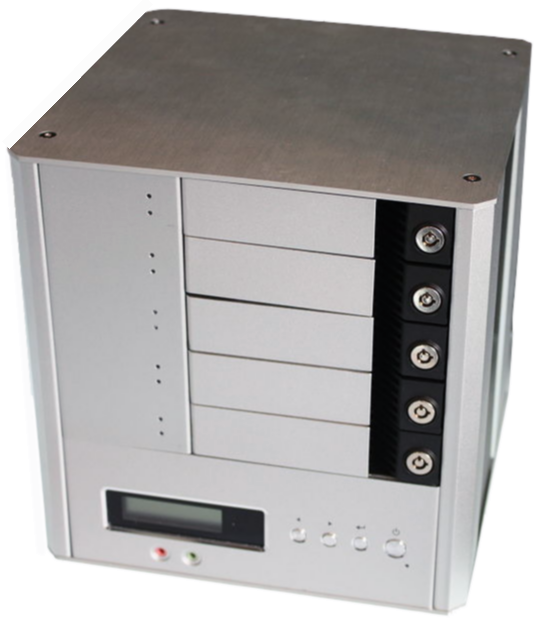
Um servidor NAS de 5 compartimentos

O armazenamento conectado à rede (NAS) é um servidor de armazenamento de dados de computador em nível de arquivo (em oposição ao armazenamento em nível de bloco) conectado a uma rede de computadores que fornece acesso a dados a um grupo heterogêneo [en] de clientes. O termo "NAS" pode se referir tanto à tecnologia quanto aos sistemas envolvidos, ou a um dispositivo especializado construído para tal funcionalidade (pois, ao contrário de tecnologias tangencialmente relacionadas, como redes de áreas locais, um dispositivo de NAS é frequentemente uma unidade singular).

## Visão geral
Um dispositivo de NAS é otimizado para servir arquivos por hardware, software ou configuração. Ela frequentemente, é fabricada como um dispositivo de computador – um computador especializado especialmente desenvolvido. Os sistemas de NAS são dispositivos em rede que contêm uma ou mais unidades de armazenamento, geralmente organizadas em contêineres de armazenamento lógico [en] e redundantes ou RAID. O armazenamento conectado à rede normalmente fornece acesso a arquivos usando protocolos de compartilhamento de arquivos em rede, como NFS, SMB ou AFP. A partir de meados da década de 1990, os dispositivos de NAS começaram a ganhar popularidade como um método conveniente de compartilhamento de arquivos entre vários computadores, bem como para remover a responsabilidade de servir arquivos de outros servidores na rede; ao fazer isso, um NAS pode fornecer acesso mais rápido aos dados, administração mais fácil e configuração mais simples, em vez de usar um servidor de uso geral para servir arquivos.
Acompanhando um NAS estão unidades de disco rígido específicas, que são funcionalmente semelhantes às unidades que não são de NAS, mas podem ter firmware, tolerância à vibração ou dissipação de energia diferentes para torná-las mais adequadas para uso em matrizes RAID, uma tecnologia frequentemente usada em implementações de NAS. Por exemplo, algumas versões de NAS de unidades suportam uma extensão de comando para permitir que a recuperação estendida de erros seja desativada. Em um aplicativo que não é de RAID, pode ser importante que uma unidade de disco faça um grande esforço para ler com êxito um bloco de armazenamento problemático, mesmo que isso demore vários segundos. Em uma matriz de RAID configurada adequadamente, um único bloco defeituoso em uma única unidade pode ser completamente recuperado por meio da redundância codificada no conjunto de RAID. Se uma unidade gastar vários segundos executando tentativas extensas, isso poderá fazer com que o controlador de RAID sinalize a unidade como "inativa", ao passo que se ele simplesmente respondesse imediatamente que o bloco de dados tinha um erro de soma de verificação, o controlador de RAID usaria os dados redundantes no outro unidades para corrigir o erro e continuar sem nenhum problema. Tal unidade de disco rígido SATA de "NAS" pode ser usada como um disco rígido interno de PC, sem quaisquer problemas ou ajustes necessários, pois simplesmente suporta opções adicionais e pode possivelmente ser construída com um padrão de qualidade superior (especialmente se acompanhado por um valor de MTBF cotado mais elevado e um preço mais elevado) do que uma unidade de consumo regular.

## Descrição
Uma unidade de armazenamento conectado à rede (NAS) é um computador conectado a uma rede que fornece apenas serviços de armazenamento de dados baseados em arquivos para outros dispositivos na rede. Embora seja tecnicamente possível executar outro software em uma unidade de armazenamento conectado à rede (NAS), ela geralmente não é projetada para ser um servidor de uso geral. Por exemplo, unidades de armazenamento conectado à rede (NAS) usualmente não têm teclado ou monitor e são controladas e configuradas pela rede, geralmente usando um navegador.
Um sistema operacional com recursos completos não é necessário em um dispositivo de armazenamento conectado à rede (NAS), portanto, frequentemente, um sistema operacional simplificado é usado.
Os sistemas de armazenamento conectado à rede (NAS) contêm uma ou mais unidades de disco rígido, geralmente organizadas em contêineres de armazenamento lógico redundante ou arranjo redundante de discos independentes (RAID).
O armazenamento conectado à rede (NAS) usa protocolos baseados em arquivo, como o sistema de arquivos de rede (NFS) (popular em sistemas UNIX), o bloco de mensagens do servidor (SMB) (usado com sistemas Windows da Microsoft), o protocolo de arquivamento da Apple (AFP) (usado com computadores Apple Macintosh) ou o NCP (usado com o servidor de empresa aberto (OES) [en] e o Novell NetWare). As unidades de armazenamento conectado à rede (NAS) raramente limitam os clientes a um único protocolo.

### Comparação com o armazenamento conectado diretamente (DAS)
A principal diferença entre o armazenamento conectado diretamente (DAS) e o armazenamento conectado à rede (NAS) é que o armazenamento conectado diretamente (DAS) é simplesmente uma extensão de um servidor existente e não está necessariamente em rede. Como o nome sugere, o armazenamento conectado diretamente (DAS) normalmente é conectado por meio de um cabo compatível com barramento serial universal (USB) ou Thunderbolt. O armazenamento conectado à rede (NAS) foi projetado como uma solução fácil e independente para compartilhar arquivos na rede.
Tanto o armazenamento conectado diretamente (DAS) quanto o armazenamento conectado à rede (NAS) podem aumentar potencialmente a disponibilidade de dados usando arranjo redundante de discos independentes (RAID) ou agrupamento (clustering).
Quando ambos são servidos pela rede, o armazenamento conectado à rede (NAS) pode ter um desempenho melhor do que o armazenamento conectado diretamente (DAS), porque o dispositivo de armazenamento conectado à rede (NAS) pode ser ajustado precisamente para servir arquivos, o que é menos provável de acontecer em um servidor responsável por outro processamento. Tanto o armazenamento conectado à rede (NAS) quanto o armazenamento conectado diretamente (DAS) podem ter várias quantidades de memória cache, o que afeta bastante o desempenho. Ao comparar o uso de armazenamento conectado à rede (NAS) com o uso de armazenamento conectado diretamente (DAS) local (sem rede), o desempenho do armazenamento conectado à rede (NAS) depende principalmente da velocidade e do congestionamento na rede. Com a introdução de novos padrões de WiFi (como o WiFi6), as velocidades de rede aumentam drasticamente para permitir um melhor desempenho ao usar um armazenamento conectado à rede (NAS).
O armazenamento conectado à rede (NAS) geralmente não é tão personalizável em termos de hardware (CPU, memória, componentes de armazenamento) ou software de baixo nível (extensões, plug-ins, protocolos adicionais), mas a maioria das soluções de armazenamento conectado à rede (NAS) incluirá a opção de instalar uma ampla gama de aplicativos de software para permitir melhor configuração do sistema ou para incluir outros recursos fora do armazenamento (como vigilância por vídeo, virtualização, mídia, etc). O armazenamento conectado diretamente (DAS) geralmente se concentra exclusivamente no armazenamento de dados, mas os recursos podem estar disponíveis com base nas opções específicas do fornecedor.

### Comparação com a rede de área de armazenamento (SAN)

Diferenciação visual do uso de armazenamento conectado à rede (NAS) e rede de área de armazenamento (SAN) na arquitetura de rede

O armazenamento conectado à rede (NAS) fornece armazenamento e um sistema de arquivos. Isso geralmente é contrastado com a rede de área de armazenamento (SAN), que fornece apenas armazenamento baseado em bloco e deixa as preocupações do sistema de arquivos no lado do "cliente". Os protocolos de rede de área de armazenamento (SAN) incluem o canal de fibra (FC), a interface de sistema de computador pequeno da Internet (iSCSI), o ATA sobre Ethernet (AoE) [en] e o HyperSCSI [en].
Uma maneira de conceituar vagamente a diferença entre um armazenamento conectado à rede (NAS) e uma rede de área de armazenamento (SAN) é que o armazenamento conectado à rede (NAS) aparece para o sistema operacional do cliente (OS) como um servidor de arquivos (o cliente pode mapear [en] unidades de rede para compartilhamentos naquele servidor) enquanto um disco disponível através de uma rede de área de armazenamento (SAN) ainda aparece para o sistema operacional do cliente como um disco, visível nos utilitários de gerenciamento de disco e volume (junto com os discos locais do cliente) e disponível para ser formatado com um sistema de arquivos e montado [en].
Apesar de suas diferenças, rede de área de armazenamento (SAN) e armazenamento conectado à rede (NAS) não são mutuamente exclusivos e podem ser combinados como um SAN-NAS híbrido, oferecendo protocolos de nível de arquivo (armazenamento conectado à rede (NAS)) e protocolos de nível de bloco (rede de área de armazenamento (SAN)) do mesmo sistema. Um sistema de arquivos de disco compartilhado [en] também pode ser executado em uma rede de área de armazenamento (SAN) para fornecer serviços de sistema de arquivos.

## História
No início dos anos 1980, a "conexão de Newcastle" [en] de Brian Randell e seus colegas na Universidade de Newcastle [en] demonstrou e desenvolveu acesso remoto a arquivos através de um conjunto de máquinas UNIX. O sistema operacional do servidor NetWare da Novell e o protocolo principal NetWare (NCP) [en] foram lançados em 1983. Após a conexão de Newcastle, o lançamento do sistema de arquivos de rede (NFS) da Sun microsystems em 1984 permitiu que os servidores de rede compartilhassem seu espaço de armazenamento com clientes em rede. A 3Com e a Microsoft desenvolveriam o software e o protocolo gerenciador de rede de área local (LAN manager) [en] para promover esse novo mercado. Os softwares 3Server [en] e 3+Share [en] da 3Com foram o primeiro servidor desenvolvido especificamente (incluindo hardware, software e discos múltiplos proprietários) para servidores de sistemas abertos.
Inspiradas pelo sucesso dos servidores de arquivos da Novell, da Corporação internacional de máquinas de negócios (IBM) e da Sun, várias empresas desenvolveram servidores de arquivos dedicados. Enquanto a 3Com foi uma das primeiras empresas a construir um armazenamento conectado à rede (NAS) dedicado para sistemas operacionais de área de trabalho (desktop), a Sistemas Auspex [en] foi uma das primeiras a desenvolver um servidor de sistema de arquivos de rede (NFS) dedicado para uso no mercado UNIX. Um grupo de engenheiros da Auspex se separou no início dos anos 1990 para criar o NetApp FAS [en] integrado, que suportava os protocolos bloco de mensagens de servidor (SMB) do Windows e sistema de arquivos de rede (NFS) do UNIX, tinha escalabilidade superior e facilidade de implantação. Isso deu início ao mercado de dispositivos de armazenamento conectado à rede (NAS) proprietários [en], agora liderados pela NetApp e pela EMC Celerra.
A partir do início de 2000, uma série de startups surgiram oferecendo soluções alternativas para soluções de arquivador único na forma de armazenamento conectado à rede (NAS) agrupado. Para citar alguns exemplos, temos a Spinnaker networks (adquirida pela NetApp em fevereiro de 2004), a Exanet [en] (adquirida pela Dell em fevereiro de 2010), a Gluster [en] (adquirida pela RedHat em 2011), a ONStor (adquirida pela LSI em 2009), a IBRIX [en] (adquirida pela HP), a Isilon [en] (adquirida pela EMC em novembro de 2010), a PolyServe (adquirida pela [[Hewlett-Packard|HP em 2007) e a Panasas [en].
Em 2009, fornecedores de armazenamento conectado à rede (NAS) (notavelmente a redes CTERA (CTERA networks) e a Netgear) começaram a introduzir soluções de backup online integradas em seus dispositivos de armazenamento conectado à rede (NAS), para recuperação de desastres online.
Em 2021, três tipos principais de soluções de armazenamento conectado à rede (NAS) são oferecidos (todos com modelos de nuvem híbrida onde os dados podem ser armazenados tanto no local do armazenamento conectado à rede (NAS) quanto fora do local, em um armazenamento conectado à rede (NAS) separado, ou por meio de um provedor de serviços de nuvem público). O primeiro tipo de armazenamento conectado à rede (NAS) é focado nas necessidades do consumidor com opções de custo mais baixo que normalmente suportam de 1 a 5 unidades de disco rígido hot plug. O segundo é focado em empresas de pequeno a médio porte - essas soluções de armazenamento conectado à rede (NAS) variam de 2 a 24 (ou mais) discos rígidos e são normalmente oferecidas em formatos de torre ou rack. Os preços podem variar muito dependendo do processador, dos componentes e dos recursos gerais suportados. O último tipo é voltado para empresas ou grandes negócios e é oferecido com recursos de software mais avançados. As soluções de armazenamento conectado à rede (NAS) são normalmente vendidas sem discos rígidos instalados para permitir que o comprador (ou departamentos de tecnologia da informação (IT)) selecione o custo, o tamanho e a qualidade do disco rígido.

## Implementação
A forma como os fabricantes fazem dispositivos de armazenamento conectado à rede (NAS) pode ser classificada em três tipos:
1. Armazenamento conectado à rede (NAS) baseado em computador –  usando um computador (nível de servidor ou um computador pessoal) com processadores normalmente da Intel ou da AMD, instala um servidor de software FTP/SMB/AFP... O consumo de energia deste tipo de armazenamento conectado à rede (NAS) é o maior, mas suas funções são as mais poderosas. Alguns grandes fabricantes de armazenamento conectado à rede (NAS), como a Synology [en], a Sistemas QNAP [en] e a Asus, fazem esses tipos de dispositivos. A velocidade máxima de transferência do protocolo de transferência de arquivos (FTP) varia de acordo com a unidade central de processamento (CPU) do computador e a quantidade de memória de acesso aleatório (RAM).
2. Armazenamento conectado à rede (NAS) baseado em sistema integrado –  usando uma arquitetura de processador baseada em ARM ou MIPS e um sistema operacional em tempo real (RTOS) ou um sistema operacional integrado [en] para executar um servidor de armazenamento conectado à rede (NAS). O consumo de energia desse tipo de armazenamento conectado à rede (NAS) é justo e as funções do armazenamento conectado à rede (NAS) podem atender à maioria dos requisitos do usuário final. A Marvell, a Oxford [en] e a Storlink fabricam chipsets para esse tipo de armazenamento conectado à rede (NAS). A taxa de transferência máxima do protocolo de transferência de arquivos (FTP) varia de 20 a 120 megabytes por segundo (MB/s).
3. Armazenamento conectado à rede (NAS) baseado em Circuito integrado específico de aplicação (ASIC) –  provisionamento de armazenamento conectado à rede (NAS) por meio do uso de um único chip de circuito integrado específico de aplicação (ASIC), usando hardware para implementar o protocolo de controle de transmissão/protocolo de Internet (TCP/IP) e o sistema de arquivos. Não há sistema operacional no chip, pois todas as operações relacionadas ao desempenho são feitas por circuitos de aceleração de hardware. O consumo de energia deste tipo de armazenamento conectado à rede (NAS) é baixo, pois as funções são limitadas para oferecer suporte apenas ao bloco de mensagens de servidor (SMB) e o protocolo de transferência de arquivos (FTP). A LayerWalker [en] é o único fabricante de chipset para este tipo de armazenamento conectado à rede (NAS). A taxa de transferência máxima do protocolo de transferência de arquivos (FTP) é de 40 megabytes por segundo (MB/s).

## Usos
O armazenamento conectado à rede (NAS) é útil para mais do que apenas armazenamento centralizado geral fornecido para computadores clientes em ambientes com grandes quantidades de dados. O armazenamento conectado à rede (NAS), fornecendo serviços de armazenamento, pode permitir sistemas mais simples e de baixo custo como sistemas de servidores de e-mail e da web com balanceamento de carga e tolerante a falhas. O mercado emergente potencial para o armazenamento conectado à rede (NAS) é o mercado consumidor, onde há uma grande quantidade de dados de multimídia. Esses aparelhos de mercado de consumo estão agora comumente disponíveis. Diferentemente de suas contrapartes montadas em rack, eles geralmente são embalados em formatos menores. O preço dos aparelhos de armazenamento conectado à rede (NAS) caiu drasticamente nos últimos anos, oferecendo armazenamento flexível baseado em rede para o mercado consumidor doméstico por pouco mais do que o custo de um disco rígido externo de barramento serial universal (USB) ou IEEE 1394 (FireWire) normal. Muitos desses dispositivos de consumo doméstico são construídos em torno de processadores ARM, x86 ou MIPS executando um sistema operacional Linux integrado [en].

## Exemplos

### Implementações de servidor de código aberto
Estão disponíveis distribuições de código aberto orientadas ao armazenamento conectado à rede (NAS) do Linux e do FreeBSD. Elas são projetadas para serem fáceis de configurar em um hardware de computador pessoal (PC) comum e normalmente são configurados usando um navegador da web.
Elas podem ser executados a partir de uma máquina virtual, Live CD, unidade flash USB inicializável (Live USB) ou de um dos discos rígidos montados. Elas executam Samba (um daemon SMB), daemon NFS e daemons FTP que estão disponíveis gratuitamente para esses sistemas operacionais.

### Discos seguros conectados à rede
Os discos seguros conectados à rede (NASD) são um projeto de pesquisa de 1997–2001 da Universidade Carnegie Mellon, com o objetivo de fornecer largura de banda de armazenamento escalável e econômica. Os discos seguros conectados à rede (NASD) reduzem a sobrecarga nos servidores de arquivos (gerenciadores de arquivos), permitindo que os dispositivos de armazenamento transfiram dados diretamente para os clientes. A maior parte do trabalho do gerenciador de arquivos é transferida para o disco de armazenamento sem integrar a política do sistema de arquivos ao disco. A maioria das operações de cliente, como leitura/gravação, vão diretamente para os discos e operações menos frequentes, como autenticação, vão para o gerenciador de arquivos. Os discos transferem objetos de comprimento variável em vez de blocos de tamanho fixo para clientes. O gerenciador de arquivos fornece um recurso de armazenamento em cache por tempo limitado para que os clientes acessem os objetos de armazenamento. Um acesso de arquivo do cliente aos discos tem a seguinte sequência:
1. O cliente se autentica com o gerenciador de arquivos e solicita o acesso ao arquivo;
2. se o cliente puder ter acesso ao arquivo solicitado, o cliente receberá o local de rede dos discos seguros conectados à rede (NASD) e suas capacidades;
3. se o cliente estiver acessando o disco pela primeira vez, ele receberá uma chave por tempo limitado para o estabelecimento de comunicação segura com o disco;
4. o gerenciador de arquivos informa o disco correspondente por meio de um canal independente e
5. a partir de agora, o cliente acessa diretamente os discos seguros conectados à rede (NASD) dando a capacidade que recebeu e outras transferências de dados passam pela rede, contornando o gerenciador de arquivos.

### Lista de protocolos de rede usados para servir armazenamento conectado à rede (NAS)
- Bloco de mensagens do servidor (SMB)
- Plug and play universal (UPnP)
- Protocolo de arquivamento da Apple (AFP)
- Protocolo de transferência de arquivos (FTP)
- Protocolo de transferência de arquivos SSH (SFTP)
- Protocolo de transferência de hipertexto (HTTP)
- rsync
- Sistema de arquivos Andrew (AFS) [en]
- Sistema de arquivos de rede (NFS)

## Armazenamento conectado à rede (NAS) agrupado (emcluster)
Um armazenamento conectado à rede (NAS) agrupado (em cluster) é um armazenamento conectado à rede (NAS) que está usando um sistema de arquivos distribuído em execução simultaneamente em vários servidores. A principal diferença entre um armazenamento conectado à rede (NAS) agrupado (em cluster) e tradicional é a capacidade de distribuir[carece de fontes?] (stripe, por exemplo) dados e metadados entre os nós do agrupamento (cluster) ou dispositivos de armazenamento. O armazenamento conectado à rede (NAS) agrupado (em cluster), como um tradicional, ainda fornece acesso unificado aos arquivos a partir de qualquer um dos nós do agrupamento (cluster), sem relação com a localização real dos dados.